# Seriphidomyia leleji
Seriphidomyia leleji är en tvåvingeart som beskrevs av Fedotova och Vasily S. Sidorenko 2005. Seriphidomyia leleji ingår i släktet Seriphidomyia och familjen gallmyggor. Inga underarter finns listade i Catalogue of Life.